# 阿格妮特·卡尔森
阿格妮特·卡尔森（挪威語：Agnete Carlsen，1971年1月15日—），挪威女子足球运动员。她曾代表挪威参加1996年夏季奥林匹克运动会足球比赛，获得一枚铜牌。她也曾获得1995年世界杯女子足球赛冠军。